# Max Simeoni

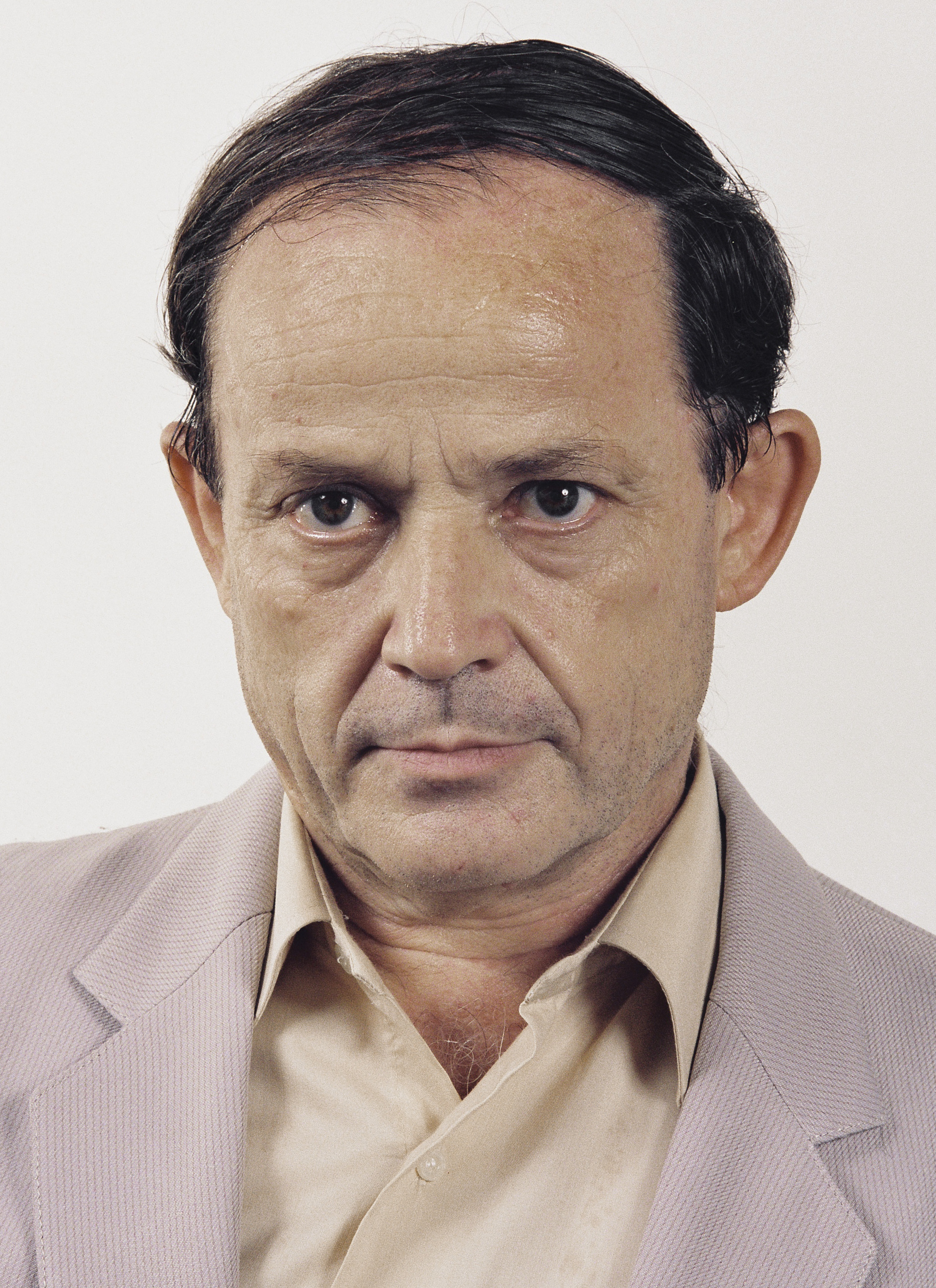
Max Simeoni, 1989

Max Simeoni (* 28. August 1929 in Lozzi; † 9. September 2023 in Bastia) war ein französischer korsisch-nationalistischer Politiker. Er gründete 1977 die Korsische Volksunion (Unione di u Populu Corsu, UPC). Von 1989 bis 1994 war er Mitglied des Europäischen Parlaments.

## Leben
Max Simeoni wurde 1929 als Sohn von Ferdinand Simeoni, Bürgermeister des Dorfes Lozzi im nördlichen Korsika, geboren. Er war der Bruder von Edmond Simeoni und der Onkel von dessen Sohn, Gilles Simeoni.
Nach den gewaltsamen Zusammenstößen von korsischen Nationalisten und französischer Polizei in Aléria 1975 wurde Simeonis Bruder Edmond, der „Vater des korsischen Nationalismus“ zu fünf Jahren Gefängnis verurteilt. Max Simeoni war Arzt und gründete 1977 die linksnationalistische Unione di u Populu Corsu (UPC), die für eine Autonomie Korsikas eintrat und Gewalt ablehnte. Diese gewann bei der ersten Regionalwahl in Korsika 1982 neun der 60 Sitze.
Zur Europawahl 1989 bildete die UPC eine gemeinsame Liste mit den französischen Grünen (Les Verts), über die Simeoni in das Europäische Parlament einzog. In der Legislaturperiode bis 1994 saß er in der Regenbogenfraktion. Er war stellvertretender Vorsitzender des Ausschusses für Kultur, Jugend, Bildung und Medien, 1991–1992 auch des Ausschusses für Recht und Bürgerrechte im EU-Parlament. Bei der Europawahl 1994 führte er die erste Liste der Régions et peuples solidaires (Zusammenschluss verschiedener Autonomie- und Regionalparteien) an, die allerdings mit landesweit 0,4 Prozent der Stimmen keinen Sitz erringen konnte. Er versuchte auch erfolglos, bei der französischen Präsidentschaftswahl 1995 zu kandidieren.
Im September 2023 starb Simeoni im Alter von 94 Jahren.